# Cine de Asia Central
El Cine de Asia Central engloba a la industria cinematográfica de ese origen geográfico,y por extensión, también a las películas producidas y realizadas en Asia Central, y a las películas cuyo director es de ese origen.
Este título engloba pues las películas producidas en Kazajistán, Kirguistán, Uzbekistán, Tayikistán, Turkmenistán.